# Leucauge mendanai
Leucauge mendanai là một loài nhện trong họ Tetragnathidae.
Loài này thuộc chi Leucauge. Leucauge mendanai được miêu tả năm 1933 bởi Berland.